# Gaußstein (Osterberg)

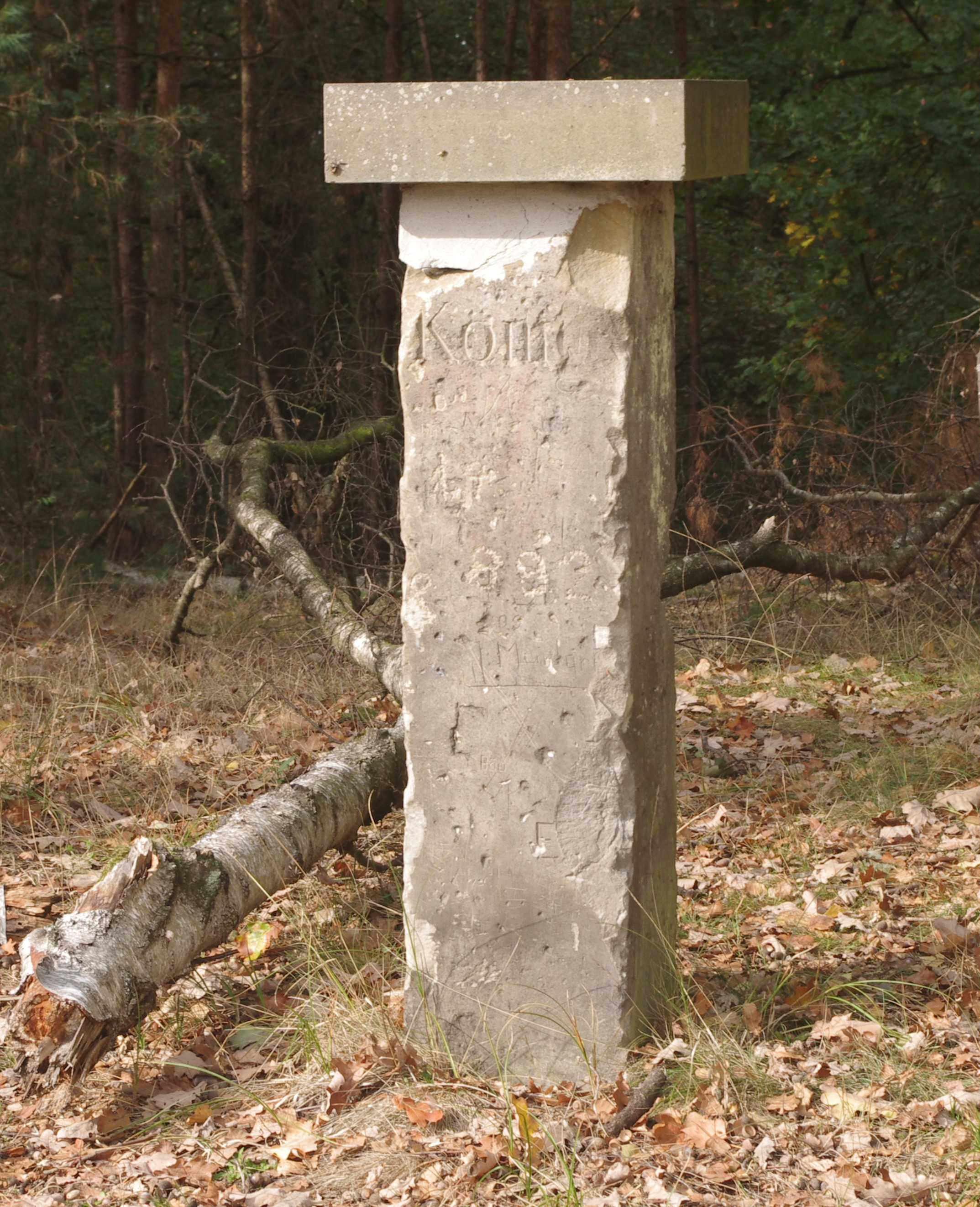
Gaußstein Osterberg

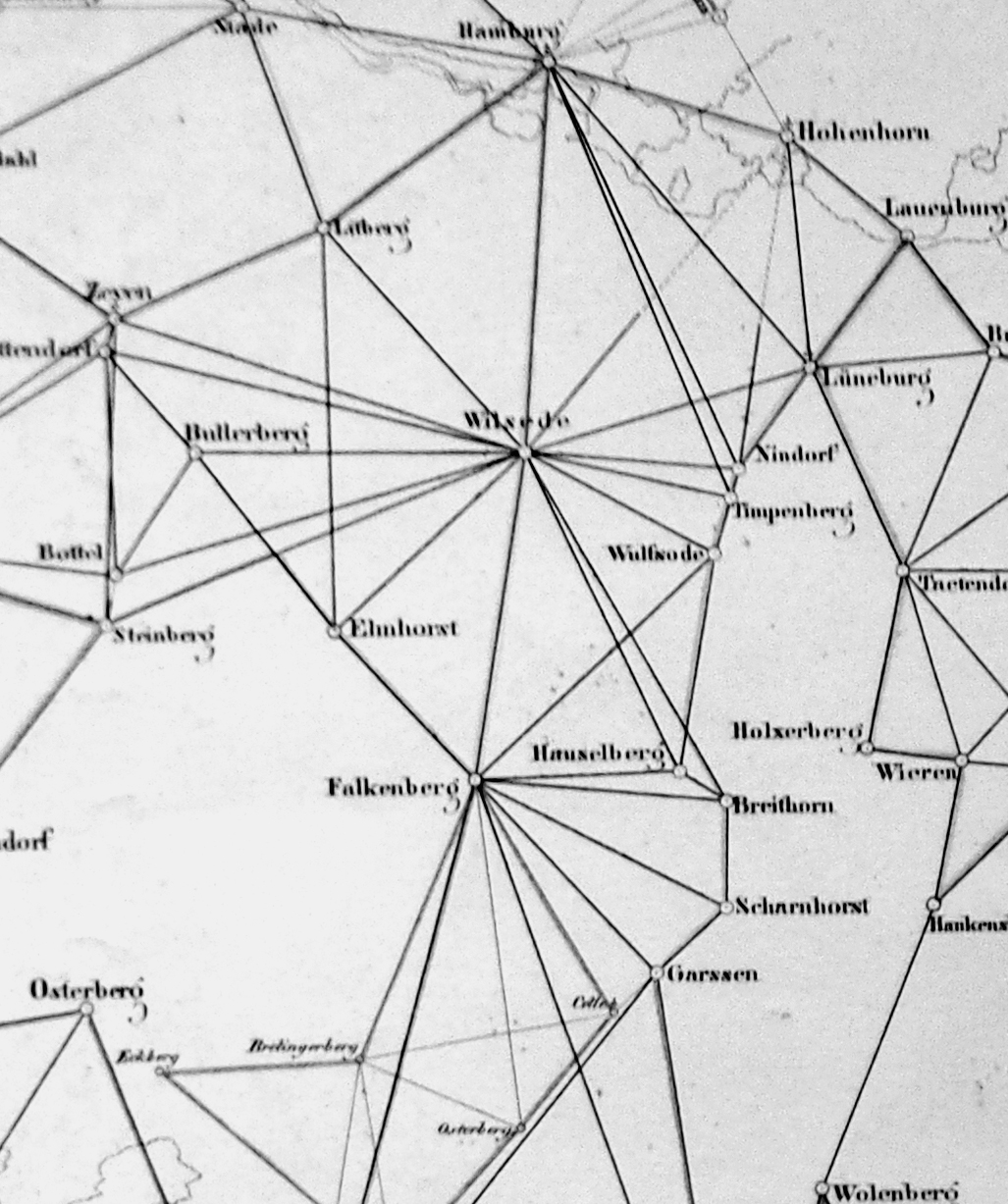
Gauß’sche Dreieckssysteme mit dem Osterberg unten links

Der Gaußstein Osterberg ist ein denkmalgeschützter Gaußstein in Langendamm in Niedersachsen. Er wurde 1863 auf dem Osterberg rund 52 Meter ü. NHN an der Stelle aufgestellt, die 1833 als trigonometrischer Dreieckspunkt der Vermessung des Königreichs Hannover (Gaußsche Landesaufnahme) genutzt wurde.
1833 diente der Osterberg den Geodäten Georg Wilhelm Müller und Joseph Gauß, der Sohn von Carl Friedrich Gauß der Vermessung. 1863 stellten Offiziere der Königlich Hannoverschen Armee an der Messstelle einen Pfeiler aus Sandstein mit der Inschrift „Königl Hannov Landes Vermessg“ auf.
Am Aufstellungsort als einer mit Bäumen durchsetzten Heidelandschaft begann 1934 militärischer Übungsbetrieb. Auch nach dem Zweiten Weltkrieg wurde das Gelände als Truppenübungsplatz genutzt. Deshalb verbrachte das Niedersächsische Landesvermessungsamt den Stein 1960 nach Hannover. Nach der Einstellung des militärischen Übungsbetriebes wurde der Stein 1991 an seiner alten Stelle wieder aufgestellt.